# Kościół św. Augustyna w Różance
Kościół świętego Augustyna – rzymskokatolicki kościół parafialny należący do parafii pod tym samym wezwaniem (dekanat Włodawa diecezji siedleckiej).
Świątynia została wzniesiona w latach 1908–1913, dzięki staraniom i funduszom państwa Augusta i Róży Zamoyskich, właścicieli Różanki. Swój wkład mieli również okoliczni chłopi. Projekt został sporządzony przez warszawskiego architekta Ksawerego Dionizego de Makowo-Makowskiego. Na początku to on sprawował nadzór nad budową, potem zastąpił go Zygmunt Zdański, architekt gubernialny z Siedlec. Od 1910 trwała przerwa w pracach budowlanych, ponieważ zmodyfikowano projekt Makowskiego bez konsultacji z nim. Ten zaskarżył Zamoyskiego do sądu. Prace zostały wznowione dopiero w 1912 roku, ale szły one bardzo wolno. Po rezygnacji Makowskiego (według jego planów pociągnięty wzwyż został tylko kawałek muru) kierownictwo nad projektem i pracami budowlanymi przejął Jan Olearski, architekt powiatowy z Radzynia Podlaskiego.
Prace wykończeniowe trwały jeszcze do 1915 roku. W czasie I wojny światowej świątynia poważnie ucierpiała od pocisków artyleryjskich i groziła zawaleniem. W 1919 roku została erygowana parafia. Dopiero w 1929 roku został przeprowadzony generalny remont. W tym czasie zostało zbudowane także murowane ogrodzenie. Wyposażanie kościoła trwało aż do II wojny światowej. Otrzymał on wówczas neogotyckie ołtarze, ławy, ambonę, chrzcielnicę itd. Podczas II wojny świątynia nie została uszkodzona.
Budowla jest murowana, wzniesiona z cegły i wsparta na cokole wykonanym z piaskowca. Kościół jest trzynawowy w typie hali (czyli wszystkie nawy mają jednakową wysokość), jego prezbiterium jest zwrócone w stronę zachodnią. Jego bryła tworzona jest przez: wysoką, frontową wieżę, niższego od niej o połowę, prostokątnego w rzucie korpusu, jeszcze niższego i węższego kwadratowego prezbiterium o trójbocznym zamknięciu oraz dobudowanych do jego boków niewielkich budyneczków zakrystii (od strony południowej) i skarbczyka (od strony północnej).
Wyposażenie świątyni prawie w całości reprezentuje styl neogotycki. W ołtarzu głównym są umieszczone późnobarokowe rzeźby Świętych Apostołów Piotra i Pawła (z około połowy XVIII wieku) oraz kopia obrazu Matki Boskiej Kodeńskiej. Do starszego wyposażenia należy także jeszcze m.in. rokokowy prospekt organowy (z około połowy XVIII wieku) przywieziony po II wojnie światowej z Dolnego Śląska oraz obraz Matki Boskiej z Dzieciątkiem, w typie Śnieżnej, w promienistej glorii adorowanej przez Orła Polskiego (namalowany około połowy XVIII wieku), płaskorzeźbiony i ryty na desce, charakteryzujący się polichromowanymi twarzami, umieszczony w ramie regencyjno-rokokowej, zwieńczonej zamkniętą koroną.